# Cueva del Sahara
La cueva del Sahara es (junto a la cueva de los Botijos y la cueva de la Zorrera)
uno de los yacimientos de época neolítica mejor conocidos del término municipal de Benalmádena (Málaga, Andalucía, España). Se sitúa en los terrenos carbonatados de la Serrezuela, a unos dos kilómetros al norte del trazado de la N-340. 

## Descubrimiento
La Cueva fue prospectada por P. Braun junto a un equipo de colaboradores en agosto de 1961. Los resultados de estos trabajos fueron publicados en 1963. Desde su descubrimiento, la cueva ha sufrido un importante proceso de alteración antrópica y una acusada descalcificación. 

## Hallazgos materiales
Los materiales recogidos en superficie, son fundamentalmente cerámicas lisas de factura muy tosca para cocina y almacenamiento, entre los que destacan los fragmentos de vasos globulares o piriformes y cuencos esféricos y semiesféricos. Los escasos fragmentos decorados presentan incisiones lineales, metopas definidas por líneas incisas rellenas de puntillado, cordones pinzados etc. En relación con la elaboración de estas cerámicas se ha documentado en la Cueva un alisador en piedra. 
Respecto a la industria lítica, dominan las hojas de sílex de pequeño tamaño de secciones triangulares o trapezoidales. 
También se han documentado objetos para ornamento personal como colgantes confeccionados con conchas marinas perforadas; un punzón y un peine en hueso; y una fusayola cuya funcionalidad podría relacionarse con la pesca o actividades relacionadas con la confección de tejidos. 
A tenor de los materiales documentados por Braun y que posteriormente recoge Soledad Navarrete podría fecharse el yacimiento en los últimos momentos del neolítico, “aunque la presencia de un elemento de hoz en sílex no recogido en la publicación de Braun, podría indicarnos la existencia de estratos fechables en momentos avanzados de la Edad del Cobre, desconocidos hasta hoy en día.